# 0メートルの隔たり
『0メートルの隔たり』（英: Zero Degrees of Separation）は、2005年に製作されたカナダのドキュメンタリー映画。
日本では2007年7月23日、第3回関西 Queer Film Festivalにて初上映された。

## キャスト
- セリム
- エズラ
- エディト
- サリム

## 上映
2007年
- 7月23日 - 大阪: 第3回関西 Queer Film Festival[1]

2008年
- 3月2日 - 第5回連連影展 FAV（Feminist Active documentary Video Festa）[2]
- 8月9日 - 京都: ナクバから60年 イスラエルによる占領にも、ホモフォビアにも、反対するために[3]

2009年
- 5月16日 - 京都: 関西クィア映画祭 春のミニ上映会2009 「パレスチナではレズビアンが殺されている」にどう答えるか[4]
- 6月27日 - 東京: 関西クィア映画祭/東京上映会 「パレスチナではレズビアンが殺されている」にどう答えるか[5]